# 米哈伊尔·福金
米哈伊尔·福金（1880年4月23日—1942年8月22日）是一位开创性的俄罗斯帝国编舞家和舞蹈家。

## 职业生涯

### 早年

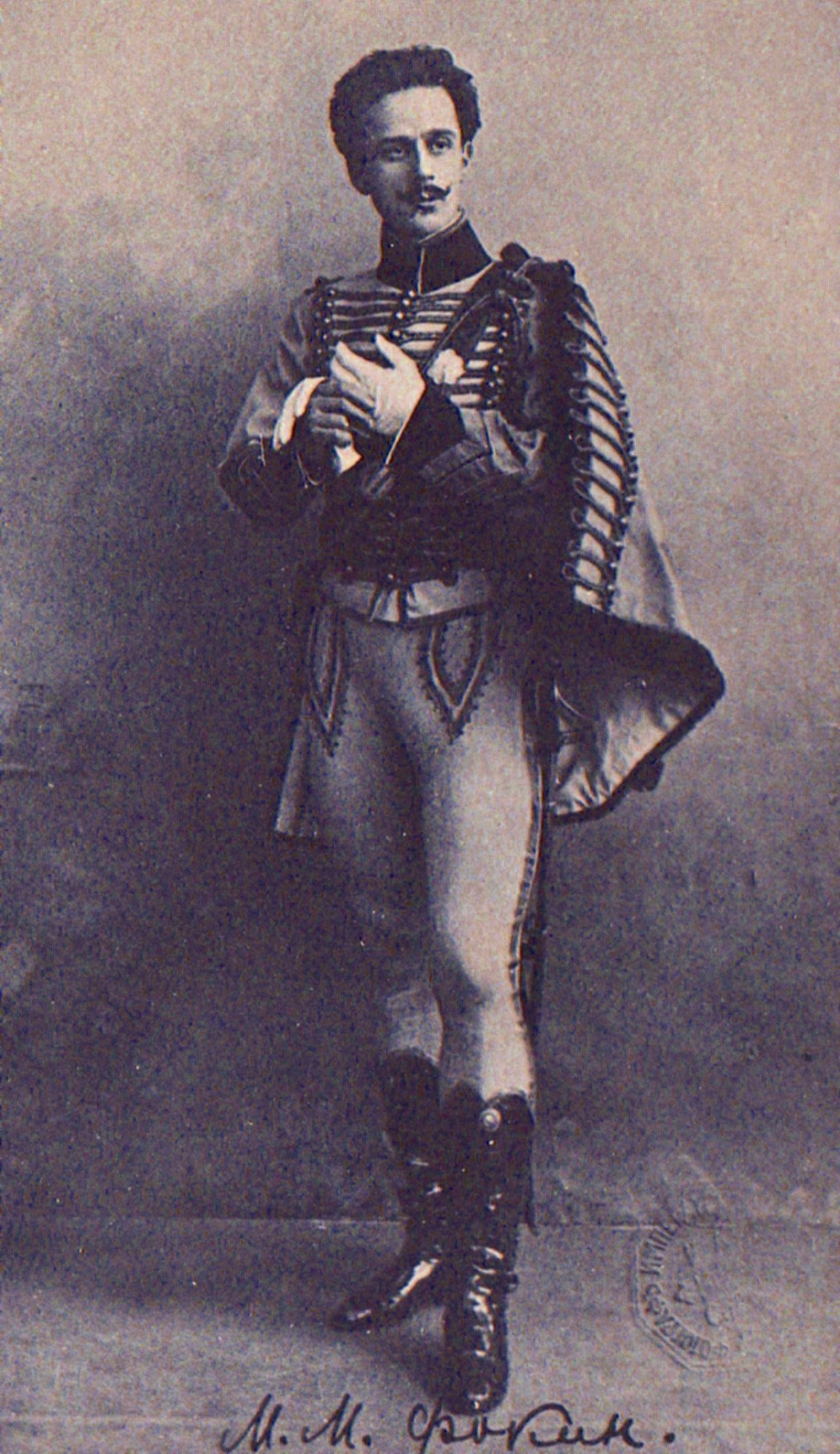
在马里于斯·珀蒂帕1905年制作的芭蕾舞剧《帕基塔》中，福金装扮为角色吕西安·德赫维利（Lucien d'Hervilly）

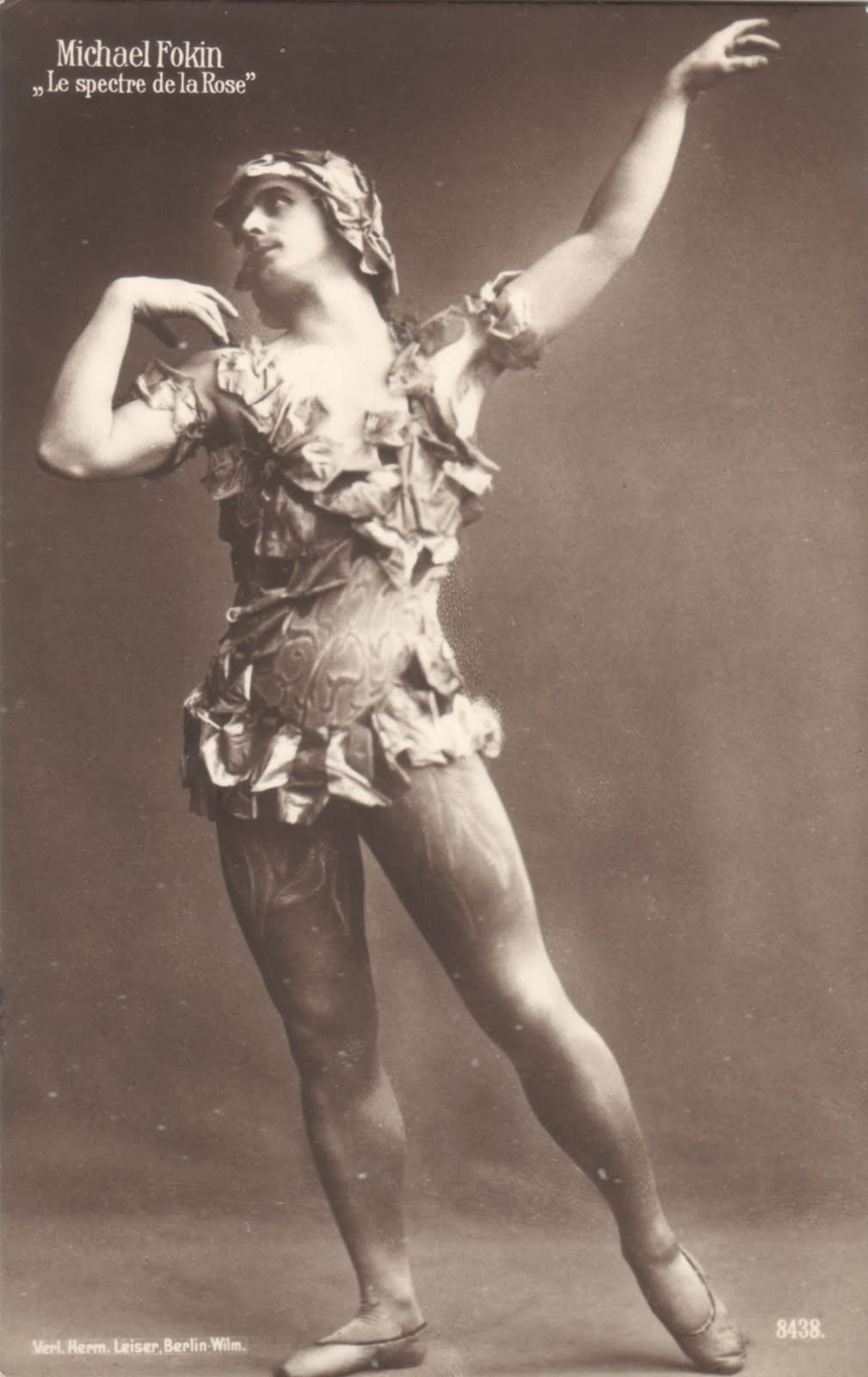
福金在1914年俄罗斯芭蕾舞团的《玫瑰幽灵》中饰演幽灵

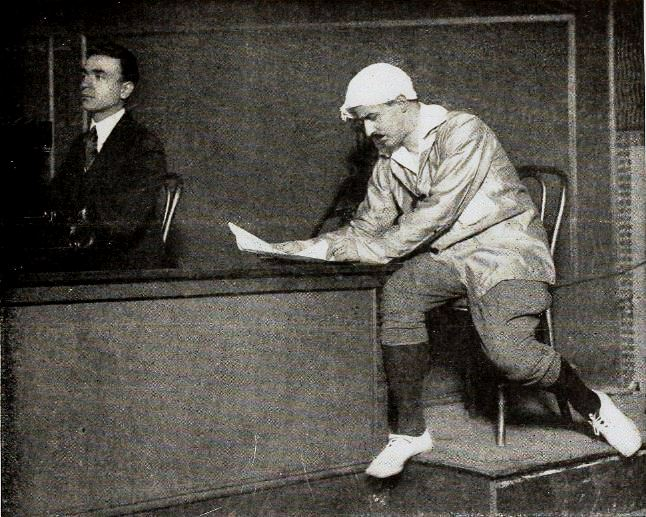
福金在1919年指导芭蕾舞剧《阿佛洛狄忒》（Aphrodite）的排练

1880年4月23日（儒略历4月11日），福金出生于圣彼得堡一个富裕的商人家庭，9岁时被圣彼得堡皇家芭蕾学校录取。同年，他在马里于斯·珀蒂帕的指导下首次登台，出演了《护身符》。1898年，在他18岁生日那天，他首次登上皇家马林斯基剧院的舞台，与俄罗斯帝国芭蕾舞团一起出演《帕基塔》。福金不仅是一位才华横溢的舞者，还热衷于绘画，并在绘画上展现了自己的才华。他还会演奏乐器，包括曼陀林（曾在吉尼斯劳·巴黎的带领下在舞台上演奏）、多姆拉和巴拉莱卡琴（曾在瓦西里·安德烈耶夫的大俄罗斯乐团Great Russian Orchestra演奏）。

### 转为编舞
他对舞者的生活感到沮丧，并开始考虑其它道路，包括绘画。1902年，他获得了皇家芭蕾学校（Imperial Ballet School）的教职，得以探索编舞的艺术可能性。1905年，他根据西西里传说创作了他的第一部整出的芭蕾舞剧《阿喀斯与伽拉忒亚》（Acis et Galatée），由其学生表演。他的学生中有德莎·德尔泰伊和布罗尼斯拉娃·尼金斯卡。
福金的一些早期作品包括芭蕾舞剧《阿喀斯与伽拉忒亚》（1905年）和《天鹅之死》（1907年），这是根据《天鹅》的音乐，为安娜·巴甫洛娃编排的独舞。《阿喀斯与伽拉忒亚》中有一场特技舞蹈，由男孩扮演法翁，其中之一是瓦斯拉夫·尼金斯基。福金后来在芭蕾舞剧中重用了尼金斯基，包括《肖皮尼亚娜》（1907年），该剧于1909年更名为《仙女们》。

### 俄罗斯芭蕾舞团
1909年，谢尔盖·达基列夫邀请福金担任俄罗斯芭蕾舞团在巴黎第一季的常驻编舞。在俄罗斯芭蕾舞团，他与其他艺术家合作，为尼古拉·里姆斯基-科萨科夫的《舍赫拉查达》创作了一部芭蕾舞剧，该剧于1910年首演。芭蕾舞的灵感来自于里姆斯基-科萨科夫创作的交响诗和《一千零一夜》的故事。里昂·巴克斯的剧场设计与性感化的编舞相得益彰。尽管这部芭蕾舞剧缺乏历史准确性，但由于其绚丽的色彩、异国情调和性暗示，它还是取得了成功。在1910年的作品中，由尼金斯基饰演金奴（Golden Slave）。
由伊戈尔·斯特拉文斯基作曲的《火鸟》（1910年）也是由一个“委员会”创作的，这一过程受到了瓦格纳的“整体艺术”概念的启发，它是音乐、戏剧、场面和舞蹈等元素的综合，以创造一件更有凝聚力的艺术作品。《彼得鲁什卡》（1912年）的音乐也是由斯特拉文斯基作曲的，场景由亚历山大·贝努瓦·彼得鲁什卡（Alexandre Benois Petrouchka）设计，灵感来自于传统上出现在黄油周（Butter Week，忏悔节）集市上的俄罗斯木偶。在这部芭蕾舞剧中，福金引入了街头舞者、游商、育儿嫂、表演熊和大量角色来补充情节。故事围绕险恶的魔术师（恩里科·切切蒂饰）及其三个傀儡：彼得鲁什卡（尼金斯基饰）、芭蕾女演员（塔玛拉·卡萨维娜饰）和野蛮的摩尔人（Moor，亚历山大·奥尔洛夫Alexander Orlov饰）展开。福金的芭蕾舞剧《玫瑰幽灵》（1911年）将尼金斯基刻画为送给年轻女孩的玫瑰精灵。尼金斯基在退场时在年轻女孩的卧室窗外做了一个空中劈叉，时间的安排使观众最后刚好看到他悬浮在半空中。1912年，福金改编了《达夫尼与克罗伊》。
他在1912年离开了俄罗斯芭蕾舞团。1914年，达基列夫说服福金回到俄罗斯芭蕾舞团，其后他在那里创作了芭蕾舞剧《迈达斯》（Midas）、《约瑟夫传奇》和《金鸡》。1914年俄罗斯芭蕾舞团《金鸡》的巴黎首演是一部芭蕾歌剧，由福金指导，纳塔莉亚·冈察洛娃担任布景设计。

### 美国芭蕾舞团
1914年8月，一战爆发，打乱了既定的巡演路线，原路线包括了现在的敌对国家。包括福金在内的许多舞者都回到了自己国家。他于1918年与家人移居瑞典，后又在纽约安家落户，并于1921年在那里创办了一所芭蕾学校，并继续与妻子薇拉·福金娜（Vera Fokina）一起演出。帕特里夏·鲍曼即是他的学生。到1924年，他组织了美国芭蕾舞团（American Ballet Company），该团定期在大都会歌剧院演出，并在美国巡回演出。他为公司创作的第一部作品是喜剧《蓝胡子》（Bluebeard），由雅克·奥芬巴赫配乐。
1940年1月11日，他的芭蕾舞剧《仙女们》成为在美国芭蕾舞剧院上演的第一部作品。1937年，福金加入了瓦西里·德巴西尔的俄罗斯芭蕾舞团分团，该分团最终被命名为“原始俄罗斯芭蕾舞团”。福金在此期间创作的新作品有《灰姑娘》（1938年）和《帕格尼尼》（Paganini，1939年）。直到1941年，他的编舞一直是该团的特色。
福金在欧洲和美国上演了八十多部芭蕾舞剧。他最著名的作品是《肖皮尼亚》（Chopiniana）、《嘉年华》（1910年）和《阿米德馆》（1907年）。他的作品仍在国际上演出。2011年7月，马林斯基芭蕾舞团在伦敦科文特花园举行了福金作品回顾演出。

### 去世
福金于1942年8月22日在纽约去世，享年62岁。为纪念他的去世，全球17家芭蕾舞团同时上演了《仙女们》。

## 教学方法与风格
福金渴望超越传统芭蕾，转向一种利用芭蕾舞来传达人类自然美的方法。他不相信高超的芭蕾技巧可以象征任何东西，并认为可以用更能表达情感和主题的形式来代替它们。福金坚信舞蹈的交流能力，并推动打破传统的创造力，认为传统往往不同于现实，无法捕捉人类情感的全部范畴。他认为，动作必须要有表现力，因为动作本身是非理性的，既不令人愉悦也无法容忍。
福金还试图剥离芭蕾舞的人造技术和过时的服装。他认为，他那个时代的许多芭蕾舞剧所使用的服装和技巧，并不能反映芭蕾舞剧的主题。福金研究了希腊和埃及艺术，包括瓶绘和雕塑，并将它们融入到其芭蕾舞剧中。作为编舞者，他让女芭蕾演员把足尖鞋脱掉，除非有任何“艺术目的”。他认为足尖鞋应该用在跳舞的身体想要表达腾飞向上的主题时，而不应用于炫耀舞者的脚部力量。他向皇家马林斯基剧院的管理层表达了这一新想法，但并没有得到支持。有一次，福金要求舞者在他1907年的芭蕾舞剧《尤尼斯》（Eunice）中赤脚表演。他的要求被拒绝了，然后福金在舞者的紧身裤袜上画出了脚趾，这样他们看上去就像是赤脚的了。
他还尝试将运动的重点从下半身转移到全身，更自由地使用手臂和躯干，并且使用每块肌肉都要有明确的意图。在这样做的过程中，福金寻求将运动与情感、身体与灵魂统一起来，将芭蕾作为一种语言和一种艺术，为其带来新的生命。
1923年，安娜·巴甫洛娃参观阿旃陀石窟为她带来灵感，其后福金为她编排了芭蕾舞剧《阿旃陀壁画》（Ajanta Frescoes）。

## 在文化作品中
- 《尼金斯基（英语：Nijinsky (film)）》，由赫伯特·罗斯（英语：Herbert Ross）执导的电影——由杰里米·艾恩斯饰演福金（1980年）
- 《安娜·巴甫洛娃（英语：Anna Pavlova (film)）》，由埃米尔·洛特亚努（英语：Emil Loteanu）执导的电影——由谢尔盖·沙库罗夫（英语：Sergey Shakurov）饰演福金（1983年）
- 《向芭蕾舞致敬》（Tribute To Ballet），附有序言诗《致M·米哈伊尔·福金》（To M. Michel Fokine），作者约翰·麦斯菲尔（1938年）

## 扩展阅读
- Beaumont, C. W.  [米哈伊尔·福金及其芭蕾舞]. ISBN 1-85273-050-1 （英语）.
- 杰克·安德森（英语：Jack Anderson (dance critic)）.  [舞蹈评论；福金——被低估的革命者]. 纽约时报. 1980-09-07: 8 （英语）.
- [米哈伊尔·福金|俄罗斯舞蹈家和编舞家]. 大英百科全书在线. 2022-08-18  [2023-04-07]. （原始内容存档于2023-08-03） （英语）.